# 캐서린 테이트
캐서린 테이트(Catherine Tate, 1968년 5월 12일 ~ )는 잉글랜드의 배우이다.

## 출연
- 몬스터 패밀리
- 너티버티 3: 듀드, 웨어즈 마이 동키?!
- 배드 마더 핸드북
- 레트클리프 부인의 혁명
- 쿰바: 반쪽무늬 얼룩말의 대모험
- 몬테 카를로
- 걸리버 여행기
- 식스티 식스
- 러브 & 트러블
- 스타트 포 텐
- 애거서 크리스티 마플 : 머더 이즈 아나운스드
- 빅 스쿨 시즌 2
- 빅 스쿨 시즌 1
- 오피스 시즌 8
- 닥터 후 스페셜
- 닥터 후 시즌 3
- 더 빌
- 오피스 시즌 9
- 닥터 후 시즌 4